# Bab Doukkala (Essaouira)
Pour les articles homonymes, voir Bab Doukkala.
Bab Doukkala (Porte de Doukkala), aussi appelé Bab Sidi Bouzerktoun ou Bab Safi, est une porte fortifiée du XVIIIe siècle se situant à Essaouira, au Maroc. Elle fait partie des principales portes de l'actuelle enceinte de la médina d'Essaouira et en est l'une des plus imposantes et symboliques. Elle se situe au nord-est de la ville, dans le Mellah d'Essaouira.

## Histoire
Bab Doukkala a été bâtie au XVIIIe siècle, au même moment que la muraille et la médina, sous les ordres du sultan Mohammed Ben Abdellah, de la dynastie alaouite. Elle était un passage obligé pour prendre la route de Safi et atteindre le territoire des Doukkala, d'où son nom.
Elle est classée comme monument historique depuis le dahir du 30 août 1924. Bab Doukkala a été entretenue en 2006.

## Architecture
De style chérifien, Bab Doukkala est une porte arrondie reliée par des remparts en pierre et enduit d'un crépit de terre, comportant des créneaux carré. Elle se présente sous forme rectangulaire et mesure 15,60 m de large et 7 m de haut.
Encadrée de pierres taillés, Bab Doukkala reste une porte simple sans ornements, mais est assez importante dans la ville.

### Sources bibliographiques
1. ↑  Mana 2005, p. 31